# Saltipedis paulensis
Saltipedis paulensis is een naaldkreeftjessoort uit de familie van de Parapseudidae. De wetenschappelijke naam van de soort is voor het eerst geldig gepubliceerd in 1971 door Silva Brum.